# Ashland/63rd (métro de Chicago)
Ashland/63rd (anciennement Englewood Terminal) est le terminus sud ouest de la ligne verte du métro de Chicago. Elle est située dans le quartier de Englewood sur Ashland Avenue à Chicago, dans l'Illinois. Un parking de dissuasion pour 235 véhicules est également disponible à proximité. 

## Description

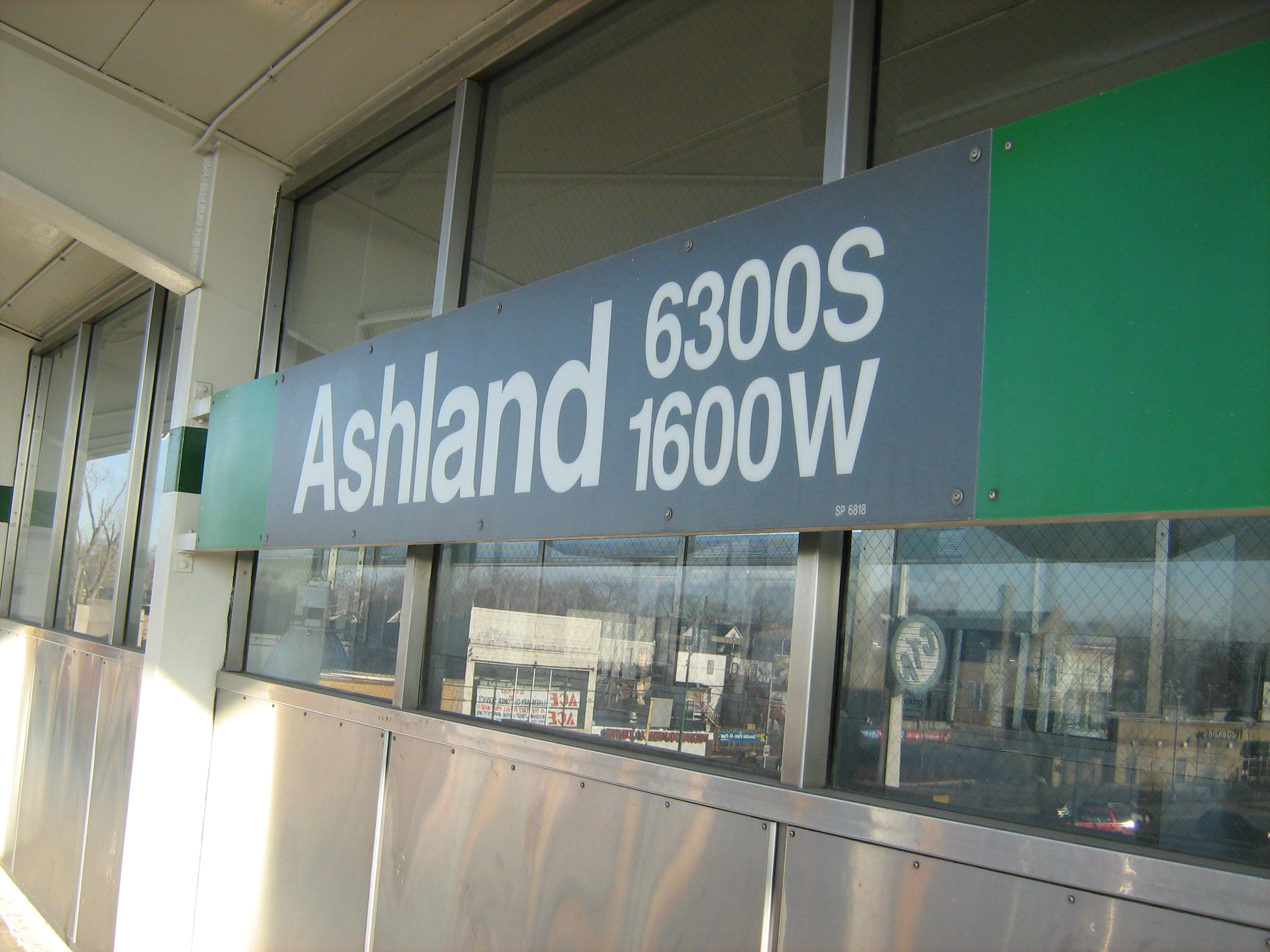
La station Ashland/63rd.

Les rames de la ligne verte font demi-tour derrière la station qui est composée d’un îlot central.
L’élément le plus marquant de la station est la flèche décorative avec le logo de la Chicago Transit Authority (CTA) placée sur la chaussée entre la station de métro et la station de bus. Au-dessus des plateformes de la station se trouve un bâtiment qui sert aux employés de la CTA de cafeteria, toilettes, vestiaires et bureaux de contrôle de la ligne verte. 
La construction de Ashland/63 et d’un nouveau dépôt (à hauteur de l’ancienne station Racine fermée en 1994 et de la 61th Street) a commencé en 1966, le projet de 600 000 dollars fut financé par la ville de Chicago et par le département américain du logement et du développement urbain.
La station et le dépôt d’une capacité de 200 rames ont ouvert en 1969. Lors de la rénovation de la ligne verte entre 1994 et 1996, la station Ashland/63 n’a subi que de légères modifications dont la principale fut l’ajout d’un ascenseur pour permettre l’accès aux personnes à mobilité réduite.

## Les correspondances avec lebus
Avec les bus de la Chicago Transit Authority :
- #9 Ashland (Owl Service - Service de nuit)
- #X9 Ashland Express
- #63 63rd St (Owl Service - Service de nuit)

## Dessertes
| Nord/Ouest            |  |                      |  | Sud/Est                  |
| --------------------- |  | -------------------- |  | ------------------------ |
|                       |  | ligne verte terminus |  | Halsted vers Harlem/Lake |
| modifier sur Wikidata |  |                      |  |                          |